# دیو (رپر)
دیوید اوروبوسا اورمگی (به انگلیسی: David Orobosa Omoregie) (زادهٔ ۵ ژوئن ۱۹۹۸) که بیشتر با نام هنری خود دیو (به انگلیسی: Dave) شناخته می‌شود، خواننده، رپر و موسیقی‌دان بریتانیایی است.